# Liczba przeciwna

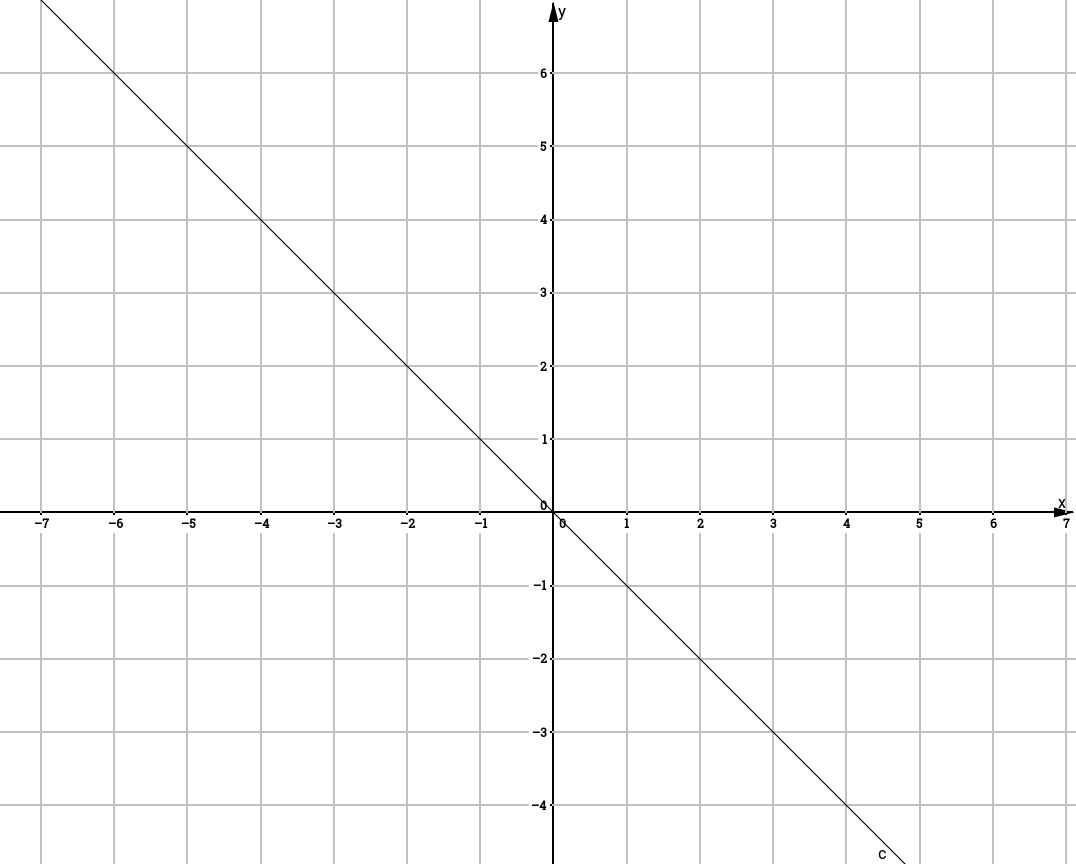
Wykres funkcji rzeczywistej w kartezjańskim układzie współrzędnych

Liczba przeciwna do danej liczby {\displaystyle a} – taka liczba {\displaystyle -a,} że zachodzi:
{\displaystyle a+(-a)=0,}
gdzie {\displaystyle 0} jest elementem zerowym działania dodawania.
Przykład:
- liczbą przeciwną do liczby 3 jest liczba −3.

W szczególności:
- liczbą przeciwną do zera jest zero,
- liczbą przeciwną do przeciwnej do {\displaystyle x} jest liczba {\displaystyle x.}

W zbiorach liczb całkowitych, wymiernych, rzeczywistych i zespolonych dla każdej liczby istnieje liczba przeciwna. Zbiory te wraz z dodawaniem są bowiem w szczególnym przypadkiem tzw. grup – a jeden z aksjomatów grupy wymaga istnienia elementu odwrotnego do każdego elementu zbioru.
W zbiorach liczb naturalnych, oraz w klasach liczb kardynalnych i porządkowych nie jest to już prawda – liczby ujemne nie należą do zbioru liczb naturalnych, a dla nieskończonych liczb kardynalnych i porządkowych liczby przeciwne w ogóle nie są zdefiniowane, o ile nie wprowadzimy ich sztucznie, np. tak jak w liczbach nadrzeczywistych.

## Uogólnienie na grupy uporządkowane
Z punktu widzenia algebry jest to pojęcie elementu odwrotnego do danego wyrażone w terminologii addytywnej.
Jeżeli w grupie jest określony porządek liniowy {\displaystyle \leqslant } spełniający
{\displaystyle a\leqslant b\implies (a+c\leqslant b+c\land c+a\leqslant c+b),}
to
- elementy dla których {\displaystyle a\leqslant 0,} nazywamy niedodatnimi,
- elementy dla których {\displaystyle 0\leqslant a,} nazywamy nieujemnymi,
- elementy niedodatnie niezerowe nazywamy ujemnymi,
- elementy nieujemne niezerowe nazywamy dodatnimi,

Takimi grupami są wspomniane wyżej grupy liczb całkowitych, wymiernych i rzeczywistych (ale nie zespolonych).
Wówczas, jak łatwo sprawdzić:
- element przeciwny do dodatniego jest ujemny,
- element przeciwny do ujemnego jest dodatni.

Warto wspomnieć jeszcze, że np. grupach z dodawaniem modulo n gdzie n jest parzyste istnieją elementy niezerowe, które są przeciwne do samych siebie.